# Séduisant (1783)
Pour les articles homonymes, voir Séduisant.
Le Séduisant est un vaisseau de ligne de 74 canons de la Marine royale française, premier de  sa classe (en).
Il est renommé Pelletier le 30 septembre 1793, en l'honneur de Louis-Michel Lepeletier, marquis de Saint-Fargeau. Sous les ordres de Savary, c'est l'un des derniers vaisseaux de ligne français lors de la bataille de Prairal.
Le 30 mai 1795, il est rebaptisé avec son nom d'origine, le Séduisant. Il coule accidentellement le 16 décembre 1796 alors qu'il quitte Brest pour l'expédition d'Irlande. 680 hommes sur les 1 300 qu'il a à son bord survivront. Le lieu du naufrage est redécouvert en 1986.